# Udo Müller (Jurist, 1943)
Udo Müller (* 23. Oktober 1943 in der Nähe von Karlsbad; † 9. Januar 2001) war ein deutscher Jurist.

## Werdegang
Müller war nach Studium als Rechtsanwalt, dann als Wirtschaftsjurist in der Geschäftsführung eines Versicherungskonzerns tätig. Anfang 1977 wurde er Bürgermeister von Bruchköbel und wechselte Anfang 1987 als Dezernent für Personal, Recht und Wirtschaft zur Stadt Frankfurt am Main.
Im August 1989 wurde er vom Hessischen Landtag zum Präsidenten des Hessischen Rechnungshofs gewählt. Er war 1992 Gründungsmitglied der Europäischen Organisation der regionalen externen Institutionen zur Kontrolle des öffentlichen Finanzwesens (EURORAI) und 1992 bis 1995 Vizepräsident, sowie von 1995 bis 1998 Präsident.